# Stanislav Matyash
Stanislav Vladimirovich Matyash (tiếng Nga: Станислав Владимирович Матяш; sinh ngày 23 tháng 4 năm 1991) là một tiền đạo bóng đá người Nga. Anh thi đấu cho FC Yenisey Krasnoyarsk.

## Sự nghiệp thi đấu
Matyash gia nhập học viện Zenit's "Smena" và ra mắt ở đội trẻ vào tháng 10 năm 2007 trước Lokomotiv Moskva. Anh ghi bàn thắng đầu tiên cho Zenit vào ngày 31 tháng 10 năm 2008 vào lưới Khimki. Trong mùa giải trẻ 2010, Matyash là cầu thủ ghi bàn nhiều thứ hai với 13 bàn sau Mantas Savėnas of Sibir Novosibirsk.
Khi đại diện Zenit tại Commonwealth of Independent States Cup 2011, anh ghi một cú đúp vào lưới HJK Helsinki ở vòng tứ kết.

## Sự nghiệp quốc tế
Matyash ra mắt cho the đội tuyển U-19 Nga trong Vòng loại Giải vô địch bóng đá U-19 châu Âu 2010 trước Latvia. Anh ghi bàn thắng đầu tiên cho Nga trong thắng lợi 6-0 trước Liechtenstein vào ngày 25 tháng 10 năm 2009.